# Hypospila iridicolor
Hypospila iridicolor är en fjärilsart som beskrevs av Arnold Pagenstecher 1884. Hypospila iridicolor ingår i släktet Hypospila och familjen nattflyn. Inga underarter finns listade i Catalogue of Life.